# Podothecus sachi
Podothecus sachi är en fiskart som först beskrevs av Jordan och Snyder, 1901.  Podothecus sachi ingår i släktet Podothecus och familjen pansarsimpor. Inga underarter finns listade i Catalogue of Life.